# Сонгайські мови
Сонгайські мови — мови народності сонгаї, раніше їх вважали однією мовою. Поширені в середній течії Нігера, на території держав Малі, Нігер і Бенін.
Існує складність віднесення мов сонгай до якої-небудь макросім'ї, проте найпоширеніша думка про їх приналежність до Ніло-Сахарської макросім'ї.
Згідно з французьким лінгвістом Р. Ніколаї, сонгайські мови складаються з двох груп діалектів: південно-сонгайських діалектів і північно-сонгайських. Взаєморозуміння між представниками цих груп відсутнє.
Найпоширеніші діалекти Гао (Малі) і Зарма (Нігер). Містить велику кількість арабізмів і запозичень з мов манде та французької мови.

## Писемність
У часи імперії Сонгай, коли один з сонгайських діалектів був офіційною мовою держави, для запису текстів на ньому використовувалася арабська писемність. Нині сонгайська писемність базується на латинському алфавіті.